# Derogación
Se denomina derogación, en Derecho, al procedimiento a través del cual se deja sin vigencia a una disposición normativa, ya sea de rango de ley o inferior. La derogación es, por tanto, la acción contraria a la promulgación.
En general se puede decir que el poder legislativo o los organismos, encargados de realizar los cambios en las leyes o normas, tienen poder para promulgarlas y ultimarlas. Por lo tanto, el poder legislativo puede promulgar y derogar normas con rango de ley, al igual que el poder ejecutivo puede promulgar y derogar normas con rango reglamentario.
Sin embargo, también existe en algunos ordenamientos jurídicos la figura del legislador negativo, que consiste en un órgano que tiene la capacidad de derogar normas, pero no de promulgarlas. Sería el caso de un Tribunal Constitucional con respecto a aquellas leyes que entienda que vulneran la Constitución vigente en el país.

## Tipos de derogación
La derogación puede ser expresa o tácita.
- Derogación expresa es aquella en la que una norma derogatoria cita de forma expresa aquellas normas que son derogadas por ella. De una mayor seguridad jurídica, aunque en ocasiones puede producirse algún olvido por parte del órgano que promulga la norma.

- Derogación tácita es aquella en la que deroga, de forma tácita, a todas aquellas normas anteriores a esa y cuyo contenido sea contrario a la norma recién promulgada. Es una fórmula bastante utilizada y que lleva a la práctica legislativa el principio jurídico de lex posterior derogat anterior (la ley posterior deroga a la anterior).

## Terrorismo
Una ley del Reino Unido que permite el arresto y detención sin orden judicial de presuntos terroristas viola derechos protegidos según Brogan vs The United Kingdom, una decisión del Tribunal Europeo de Derechos Humanos en la que el tribunal revisó el arresto en Irlanda del Norte de cuatro personas bajo una ley británica de 1984 que creó un derogación de poderes especiales de la prohibición establecida contra las detenciones sin orden judicial.

## Derecho de la Unión Europea
Artículo principal: derecho de la Unión Europea
Desde el principio, la legislación de la Unión Europea (UE) ha permitido excepciones limitadas a sus requisitos, "en la medida y durante los períodos estrictamente necesarios" para lograr los objetivos de la Unión. El artículo 226 del Tratado de Roma (1957) permitía tales excepciones. 
En términos de legislación de la UE, una derogación también puede implicar que un estado miembro retrase la implementación de un elemento de un Reglamento de la UE en su sistema legal durante un período de tiempo determinado, como cinco años, o que un miembro El Estado ha optado por no hacer cumplir una disposición específica de un tratado debido a circunstancias internas (normalmente un estado de emergencia).